# نصب جورجيا الغامض
نُصب جورجيا  (بالإنجليزية: Georgia Guidestones)‏ هو نصب من الغرانيت تم إنشاؤه في عام 1980 في مقاطعة إلبرت جورجيا في الولايات المتحدة، لا يعرف أي شيء عن الشخص الذي أنشأه
ودفع تكاليفه، النُصب مكتوب بثماني لغات هي: العربية، العبرية، السواحيلية،
الإسبانية، الهندية، الصينية، الروسية بجانب الإنجليزية، ويحتوي على عشر وصايا. أثار النُصب جدلًا بعدما أصبح حديثًا لنظريات المؤامرة، والتي تَزعُم ارتباطه بعبادة الشيطان.

## الوصايا
مضمون الرسالة أو الوصايا العشرة هي:
1. ابقوا عدد الجنس البشري أقل من 500 مليون نسمة في توازن دائم مع الطبيعة.
2. وجهوا التناسل البشري مع تحسين اللياقة البدنية والتنوع.
3. وحدوا الجنس البشري بلغة جديدة معاصرة.
4. تحكموا بالعاطفة، بالعقيدة، بالتقاليد، وبجميع الأشياء بمنطق معتدل.
5. احموا الناس، والدول بواسطة قوانين عادلة، ومحاكم منصفة.
6. اتركوا الدول تحكُم داخلياً مع تصفية النزاعات الخارجية في المحكمة العالمية.
7. تجنبوا القوانين التافهة والموظفين عديمي الفائدة.
8. وازنوا ما بين الحقوق الشخصية والواجبات الاجتماعية.
9. شجعوا الحقيقة، الجَمال، الحُّب، لإيجاد التوافق المطلق.
10. لا تكونوا سرطاناً فوق الأرض، أفسحوا مجالا للطبيعة، أفسحوا مجالاً للطبيعة.

## تاريخه
أنشئ عام 1980، ولا يعرف أحد أي شيء عن الشخص الذي أمر بأنشائه سوى اسمه المستعار: (آر.سي.كريستيان)، حيث اتفق مع شركة (إبرتون غرانيت للتشطيب) لأعمال الغرانيت في يونيو لعام 1979 لبناء هذا النُصب، وتم الانتهاء من بنائه في مارس عام 1980.
في عام 2008، تم تشويه الحجارة مع طلاء البولي يوريثان والكتابة على الجدران بشعارات مثل «الموت للنظام العالمي الجديد».
تسمي مجلة (Wired) الفعل: «بأول عمل خطير من أعمال التخريب في تاريخ النصب الغامض».

## الوصف
على بعد بضعة أقدام إلى الغرب من النصب التذكاري تم ضبط دفتر غرانيت إضافي على مستوى الأرض.
يحدد هذا تركيب الهيكل واللغات المستخدمة فيه، ويسرد حقائق مختلفة عن: الحجم، والوزن، والسمات الهائلة للحجارة، والتاريخ الذي تم تركيبه فيه، ورعاة المشروع.
كما أنه يتحدث عن كبسولة زمنية مدفونة تحت اللوح، لكن المساحات الموجودة على الحجر المحجوز لتعبئة التواريخ التي دفنت فيها الكبسولة والتي سيتم فتحها لم يتم تسجيلها، لذلك ليس من المؤكد ما إذا كانت الكبسولة الزمنية قد وضعت في المكان.

## التدمير
في ال 6 من يوليو/ تموز عام 2022، في الساعة 4:03 صباحًا، وقع انفجار في نصب جورجيا الغامض؛ مما أدى إلى تدمير لوح واحد وإلحاق الضرر بالباقين.
تم تسوية ما تبقى من الهيكل لأسباب تتعلق بالسلامة في وقت لاحق من اليوم.